# 마룽
마룽(중국어 간체자: 马龙, 정체자: 馬龍, 병음: Mǎ Lóng, 한자음: 마룡, 1988년 10월 20일~)은 중화인민공화국의 탁구 선수이다. 마룽은 랴오닝성 안산시에서 태어났고 5세 때부터 탁구를 배우기 시작했으며, 8년 후 스카우트되어 베이징에서 더욱 체계적이고 발전된 트레이닝을 받았다. 2003년에 마룽은 중국 국가 대표팀에 들어가게 되었고, 2004년에 세계 주니어 탁구 선수권 대회에서 생애 첫 우승을 거머쥐었다. 18세에 세계 단체 탁구 선수권 대회에 출전한 이후로 그는 세계에서 가장 젊은 챔피언이 되었다. 2007년 12월부터 국제 탁구 연맹(International Table Tennis Federation, ITTF) 세계 랭킹 5위 안에 들었고, 2011년 9월부터는 세계 랭킹 3위 밖으로 벗어나지 않았으며, 마침내 2016년 1월에 ITTF에 의해 세계 랭킹 1위로 선정되었다.

## 학력[4]
- 중국상하이교통대학

## 경력[5]
- 2016년 제31회 리우데자네이루 올림픽 중국 남자 탁구 국가대표
- 2014년 제17회 인천 아시안게임 중국 남자 탁구 국가대표
- 2012년 제30회 런던 올림픽 중국 남자 탁구 국가대표
- 2010년 제16회 광저우 아시안게임 중국 남자 탁구 국가대표
- 2006년 제15회 도하 아시안게임 중국 남자 탁구 국가대표

## 수상[6]

### 단식
- 올림픽: 우승(2016 리우 올림픽, 2020년 도쿄올림픽)

- 세계 선수권 대회: 우승(2015 중국 쑤저우); 4강 진출(2009 일본 요코하마, 2011 네덜란드 로테르담, 2013 프랑스 파리).
- 월드컵: 우승(2012 리버풀 월드컵, 2015 할름스타드 월드컵); 준우승(2014 뒤셀도르프 월드컵); 4강 진출(2008 리에주 월드컵, 2009 모스크바 월드컵).
- ITTF 월드 투어 우승: 쿠웨이트, 독일 2007; 대한민국, 싱가포르 2008; 덴마크, 쿠웨이트, 중국, 영국 2009; 독일 2010; 중국, 오스트레일리아, 스웨덴 2011;
헝가리 2012; 카타르, 중국(창춘, 쑤저우) 2013; 중국 2014; 쿠웨이트, 독일, 중국 2015.
준우승: 독일 2005; 일본, 스웨덴 2007; 아랍에미리트, 중국 2011; 슬로베니아, 중국 2012; 쿠웨이트, 대한민국, 아랍에미리트 2013.
- ITTF 월드 투어 그랜드 파이널: 우승(2008 마카오, 2009 마카오, 2011 영국 런던, 2015 포르투갈 리스본); 준우승(2013 아랍에미리트 두바이); 4강 진출(2007 중국 베이징).
- 아시안게임: 우승(2010 광저우 아시안게임).
- 아시아 선수권대회: 우승(2009 인도 러크나우, 2012 마카오, 2013 대한민국 부산); 준우승(2007 중국 양저우).
- 아시안컵: 우승(2008 일본 삿포로, 2009 중국 항저우, 2011 중국 창사, 2014 중국 우한).
- 세계 주니어 선수권대회: 우승(2004 일본 고베).
- 아시아 주니어 선수권대회: 우승(2004 인도 뉴델리).
- 세계 주니어 연맹전: 4강 진출(2004 중국 타이위안, 2003 뉴질랜드 웰링턴).

### 남자 복식
- 세계 선수권 대회: 우승(2011 네덜란드 로테르담); 준우승(2009 일본 요코하마).
- ITTF 월드 투어 우승: 중국 2005; 슬로베니아 2006; 스웨덴 2007; 덴마크, 카타르, 영국 2009; 쿠웨이트, 독일 Open 2010; 중국, 오스트레일리아 2011;
슬로베니아, 대한민국, 중국 2012; 중국(창춘, 쑤저우) 2013; 중국 2014.
준우승: 중국 2005; 싱가포르 2006; 중국 2007; 카타르 , 대한민국 2008; 쿠웨이트 2009; 중국 2011; 쿠웨이트, 카타르, 대한민국 2013; 중국 2015.
- ITTF 월드 투어 그랜드 파이널: 우승(2006 홍콩); 준우승(2011 영국 런던); 4강 진출(2007 중국 베이징).
- 아시안게임: 우승(2014 인천 아시안게임); 4강 진출(2006 도하 아시안게임).
- 아시아 선수권대회: 우승(2007 중국 양저우, 2009 인도 러크나우, 2013 대한민국 부산); 4강 진출(2011 중국 창사).
- 세계 주니어 선수권대회: 준우승(2004 일본 고베).
- 아시아 주니어 선수권대회: 준우승(2003 인도 하이데라바드, 2004 인도 뉴델리).

### 혼합 복식
- 아시아 선수권대회: 우승(2009 인도 러크나우); 4강 진출(2005 대한민국 제주도).
- 세계 주니어 선수권대회: 준우승(2003 칠레 산티아고, 2004 일본 고베).
- 아시아 주니어 선수권대회: 우승(2004 인도 뉴델리).

### 단체전
- 올림픽: 우승(2012 런던 올림픽, 2016 리우 올림픽).
- 세계 선수권 대회: 우승(2006 독일 브레멘, 2008 중국 광저우, 2010 러시아 모스크바, 2012 독일 도르트문트, 2014 일본 도쿄).
- 월드 팀컵: 우승(2009 오스트리아 린츠, 2010 아랍에미리트 두바이, 2011 독일 마그데부르크, 2013 중국 광저우, 2015 아랍에미리트 두바이).
- 아시안게임: 우승(2006 도하 아시안게임, 2010 광저우 아시안게임, 2014 인천 아시안게임).
- 아시아 선수권대회: 우승(2005, 2007 중국 양저우, 2009 인도 러크나우, 2011 중국 창사, 2013 대한민국 부산, 2015 태국 파타야).
- 세계 주니어 선수권대회: 우승(2003 칠레 산티아고, 2004 일본 고베).
- 아시아 주니어 선수권대회: 우승(2004 인도 뉴델리).